# Christopher Ferguson
Christopher Ferguson   (Filadèlfia, 1 de setembre de 1961) és un astronauta comercial de Boeing, excapità de la Marina dels Estats Units i exastronauta de la NASA. Va ser el pilot del transbordador espacial Atlantis en la seva primera missió a l'espai, STS-115, que es va llançar el 9 de setembre de 2006 i va tornar a la Terra el 21 de setembre de 2006. Després va comandar l'STS-126 a bord del transbordador espacial Endeavour. El 2011, va ser assignat com a comandant del STS-135, que va ser la missió final del programa del transbordador espacial.
El 9 de desembre de 2011, es va retirar de la NASA i es va convertir en director d'operacions de tripulació i missió del programa de tripulació comercial de Boeing. L'agost de 2018, Ferguson va ser assignat al primer vol de prova del Boeing CST-100 Starliner, però va renunciar a la missió l'octubre de 2020.